# Untamed (Walibi Holland)
Untamed is een stalen hybride achtbaan in Walibi Holland, gebouwd door Rocky Mountain Construction. De achtbaan is het resultaat van een ingrijpende renovatie van de voormalige achtbaan Robin Hood, waarbij de houten baandelen vervangen werden door staal en elementen toegevoegd werden, zoals inversies. De opening vond plaats op 1 juli 2019.

## Geschiedenis
Op 6 februari 2018 kondigde Walibi Holland de bouw van Untamed aan, waarna er in oktober 2018 voorbereidende werkzaamheden begonnen. Begin november begon de gedeeltelijke sloop van Robin Hood. De houten baandelen werden verwijderd en de houten constructie werd gedeeltelijk afgebroken. Ook werd de oude thematisering weggehaald. Op 15 februari 2019 werd het hoogste punt van de achtbaan bereikt na de installatie van het bovenste baandeel van de liftheuvel. Het laatste baandeel werd geplaatst op 16 mei 2019, waarna de eerste testrit plaatsvond op 6 juni 2019.
Voor korte tijd was Untamed de enige achtbaan van zijn soort in Europa, totdat op 22 augustus 2019 in het Poolse attractiepark Energylandia de achtbaan Zadra opende.

## Technisch
Untamed heeft 5 inversies. Dat is een recordaantal: geen enkele hybride achtbaan in de wereld gaat vaker over de kop. Het ritverloop bevat 14 airtimemomenten. Bovendien heeft de achtbaan een uniek element: een 270 degrees double inverting corner stall die bestaat uit twee inversies kort na elkaar.
De baandelen zijn bruin en de achtbaan heeft een hoogte van 36,5 meter.

### Treinen
De achtbaan heeft twee treinen. De treinen hebben aan de voorkant uiterlijke kenmerken van een insectenkop en zijn aan de zijkant bekleed met spiegelende oppervlaktes. Elke treinstoel is voorzien van een heupbeugel en een riem. Omdat de riem door medewerkers voorafgaand aan de rit gecontroleerd moet worden, mogen bezoekers de heupbeugel niet zelf sluiten. Via een omroepsysteem in het station wordt dit duidelijk gemaakt aan bezoekers.

### Ritverloop
De rit begint met een outside banked corner: een naar buiten gebogen bocht onder een hoek van 45 graden. Daarna begint de optakeling naar een hoogte van 36,5 meter. Vervolgens daalt de trein af onder een hoek van 80 graden en bereikt het zijn hoogste snelheid van 92 km/u. Direct na de afdaling gaat de trein over een klein heuveltje, genaamd een micro bunny. Daaropvolgend maakt de baan weer hoogte en buigt het af naar links. Bovenin deze afbuiging zit de 270 degrees double inverting corner stall, een element met twee inversies.
Na de afbuiging verliest de baan weer hoogte om hierna een heuvel op te gaan. Vervolgens maakt de baan een scherpe afbuiging naar links en naar beneden. Dit wordt gevolgd door reguliere airtime heuvel en een naar buiten gerichte airtime heuvel: een outside banked curved airtime hill. Daarna doorloopt de baan de derde inversie: een step-up under flip. 
De rit maakt vervolgens een bocht richting een outside stall van 97 graden. Daaropvolgend komt een double up, double down, een element met meerdere airtime momenten. Hierna volgt de vierde inversie: een 140 degrees stall. Na deze inversie volgt een gekantelde bocht van 100 graden naar rechts. Wat volgt zijn twee kleinere airtime heuvels en een gekantelde airtime heuvel. De baan duikt hierna onder de houten constructie om daarna in de vijfde en laatste inversie terecht te komen: een uphill barrel roll. De trein gaat hierna alleen nog een kleine heuvel op om vervolgens in de eindremmen te belanden.

## Wachtrij en station

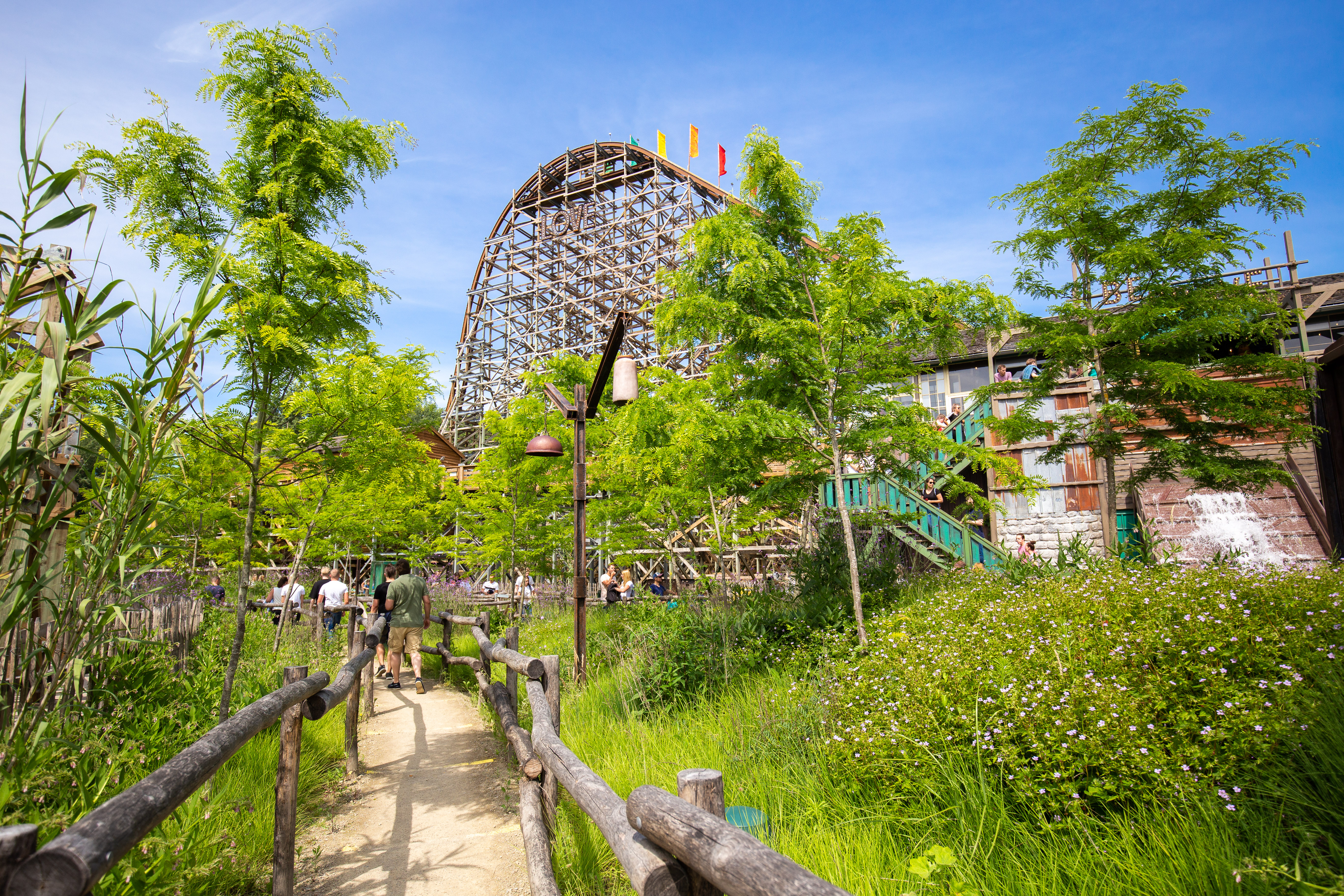
Wachtrij van Untamed

De wachtrij bestaat grotendeels uit een groenrijk kronkelend zandpad en een kleine zigzag wachtrij die alleen tijdens drukke dagen in gebruik is. Naast de reguliere wachtrij heeft de attractie ook een wachtrij voor het reserveringssysteem Fastlane en een single riders-wachtrij om lege plekken in de trein op te vullen. 
Het station heeft dezelfde constructie als het oude Robin Hood station, maar kent wel veel nieuwe kenmerken. Binnenin het station zijn spiegels tegen het dak geplaatst, is er extra verlichting opgehangen en klinken er geluidseffecten. Ook zijn er diverse planten opgehangen en zijn veel houten balken groen geverfd.
In de wachtrij zijn overblijfselen geplaatst van de voormalige achtbaan Robin Hood. Een oud baanstuk met daarop een van de oude achtbaantreinen is halverwege de wachtrij over het pad heen gezet. Verderop zijn baandelen te vinden die rechtop in de grond gezet zijn. Waar deze baandelen en het grotere baanstuk met de achtbaantrein oorspronkelijk in het baanverloop van Robin Hood zaten, is niet bekend. 

## Galerij

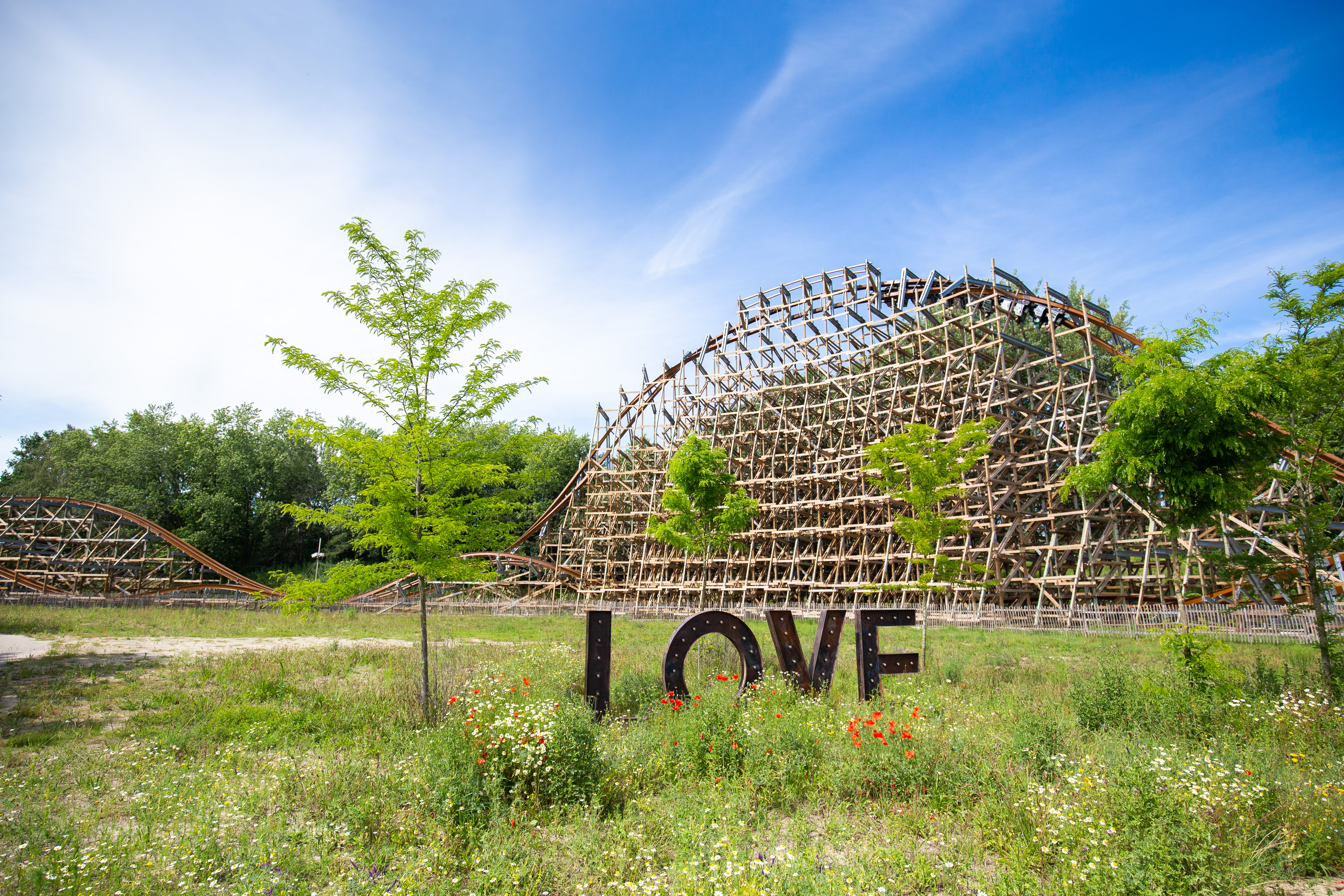
Overzicht van de achtbaan gezien vanuit de achterkant van de wachtrij
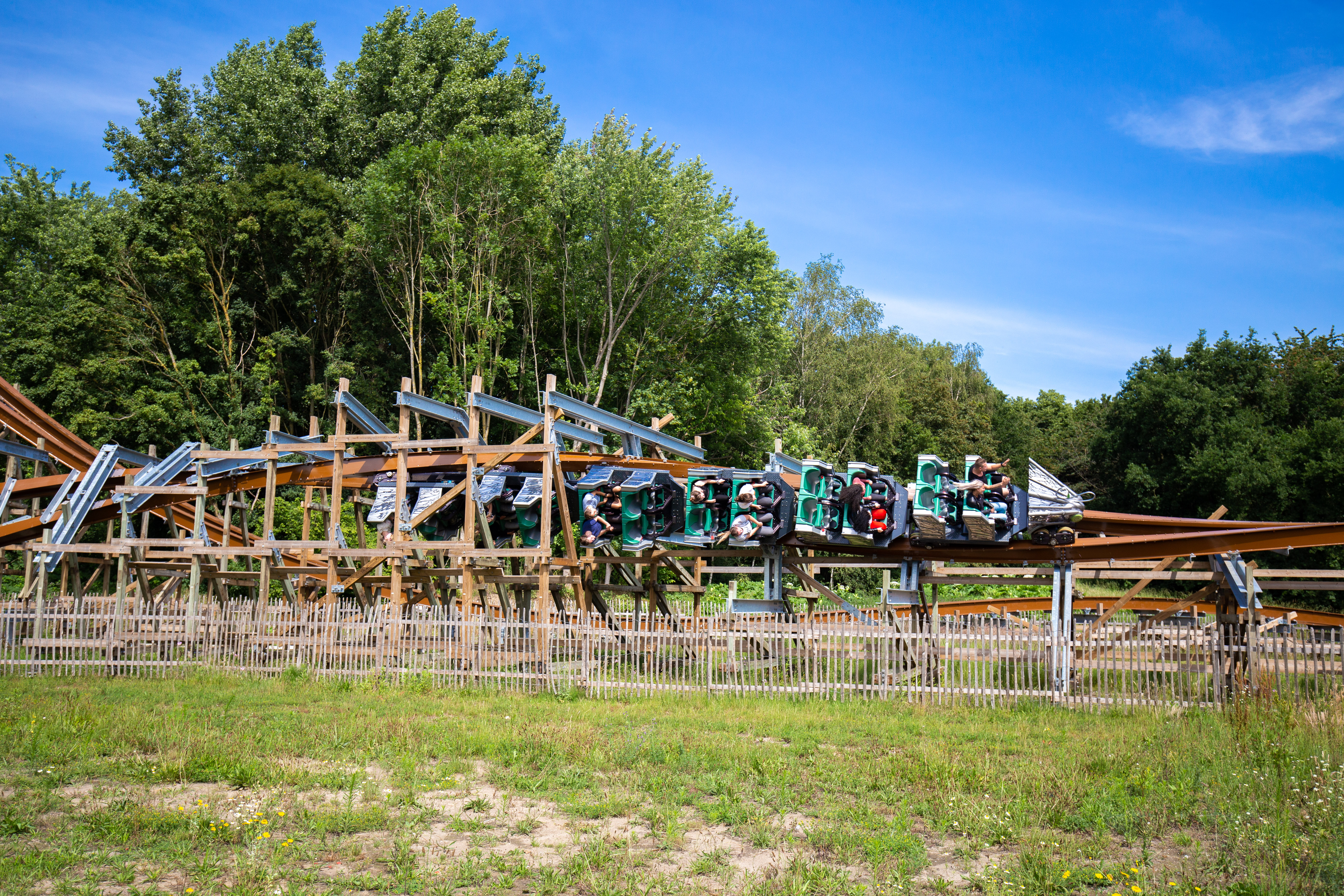
Het element uphill barrel roll, de laatste inversie van de achtbaanrit
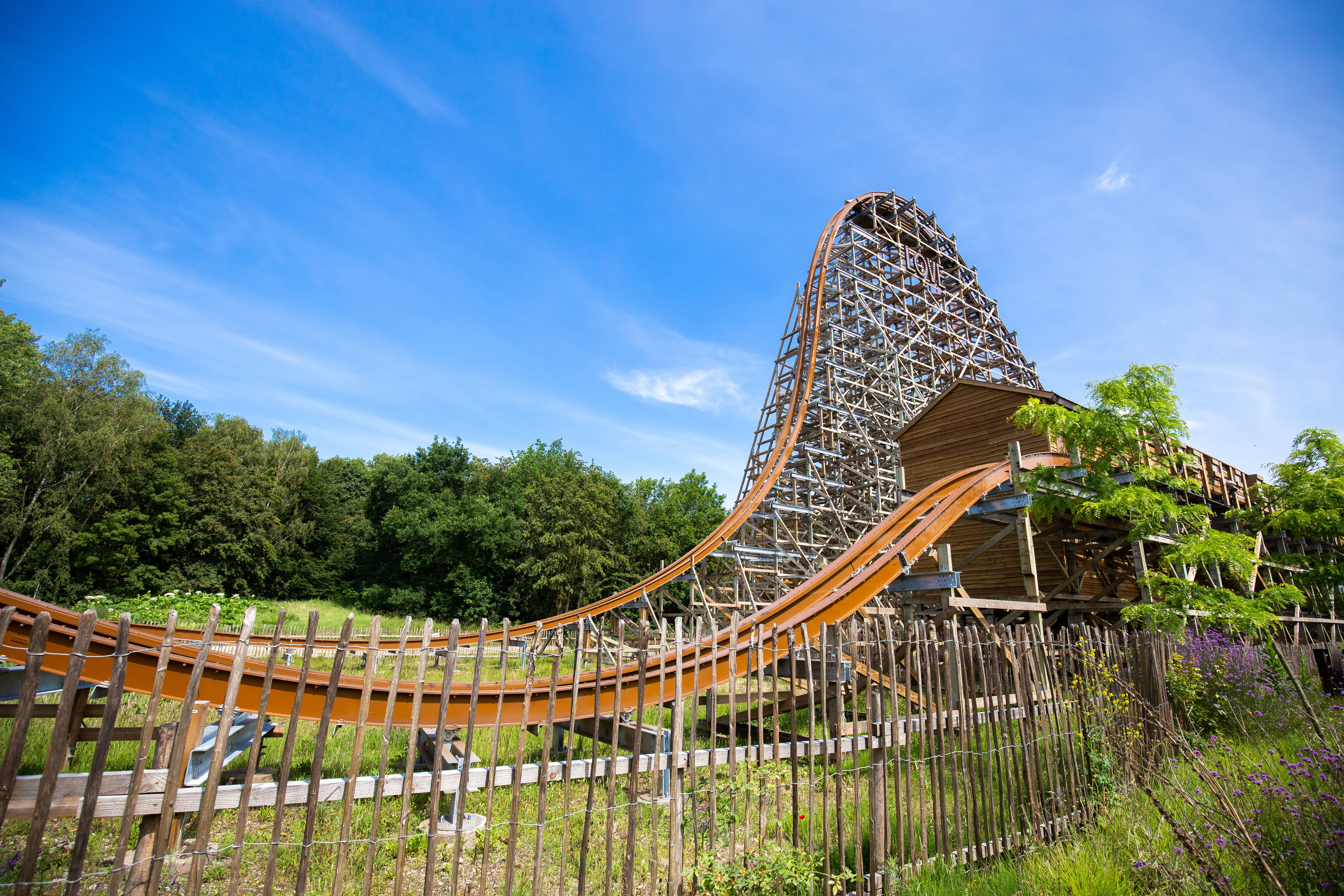
Overzicht van de liftheuvel en de eerste afdaling
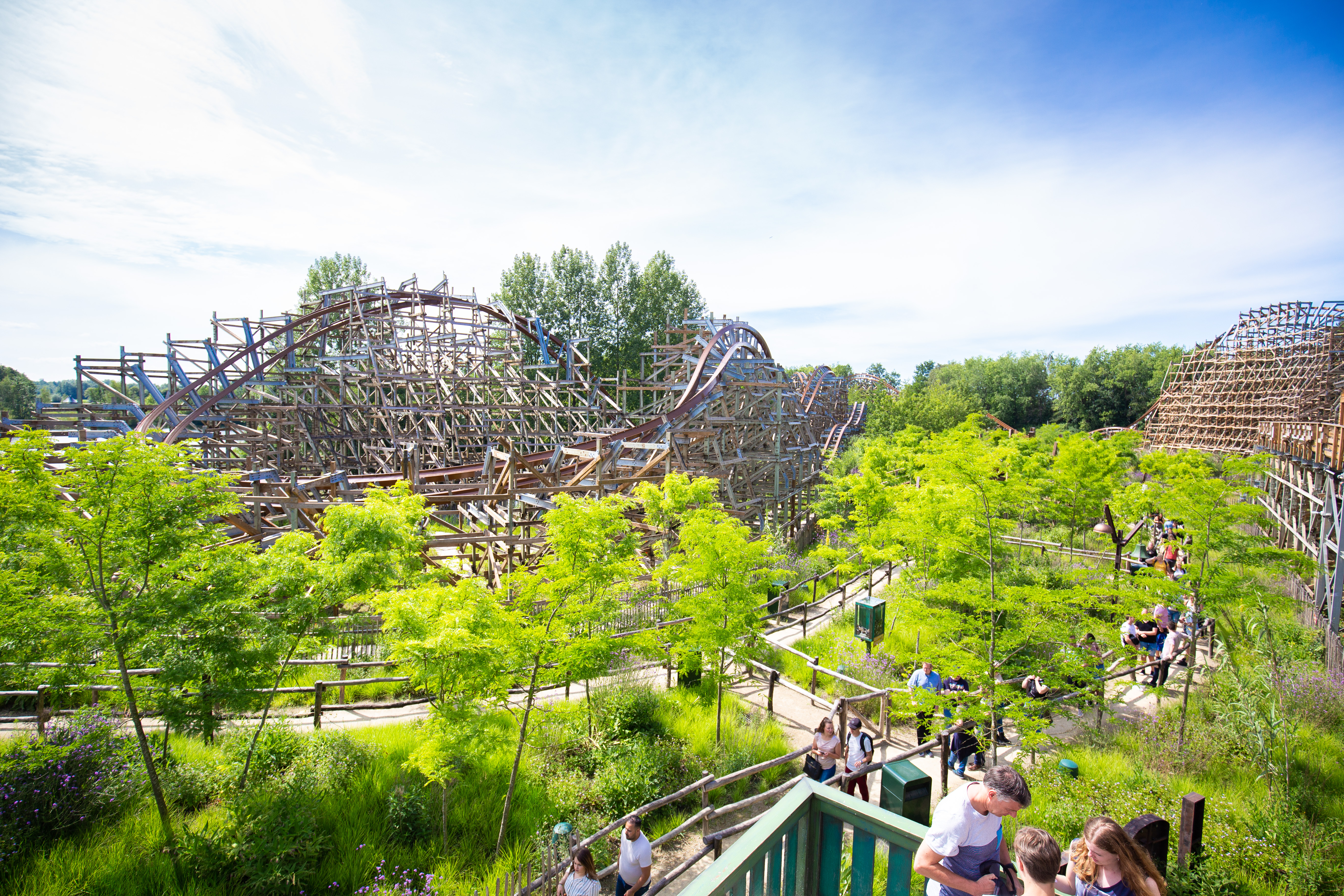
Wachtrij gezien van uit het station
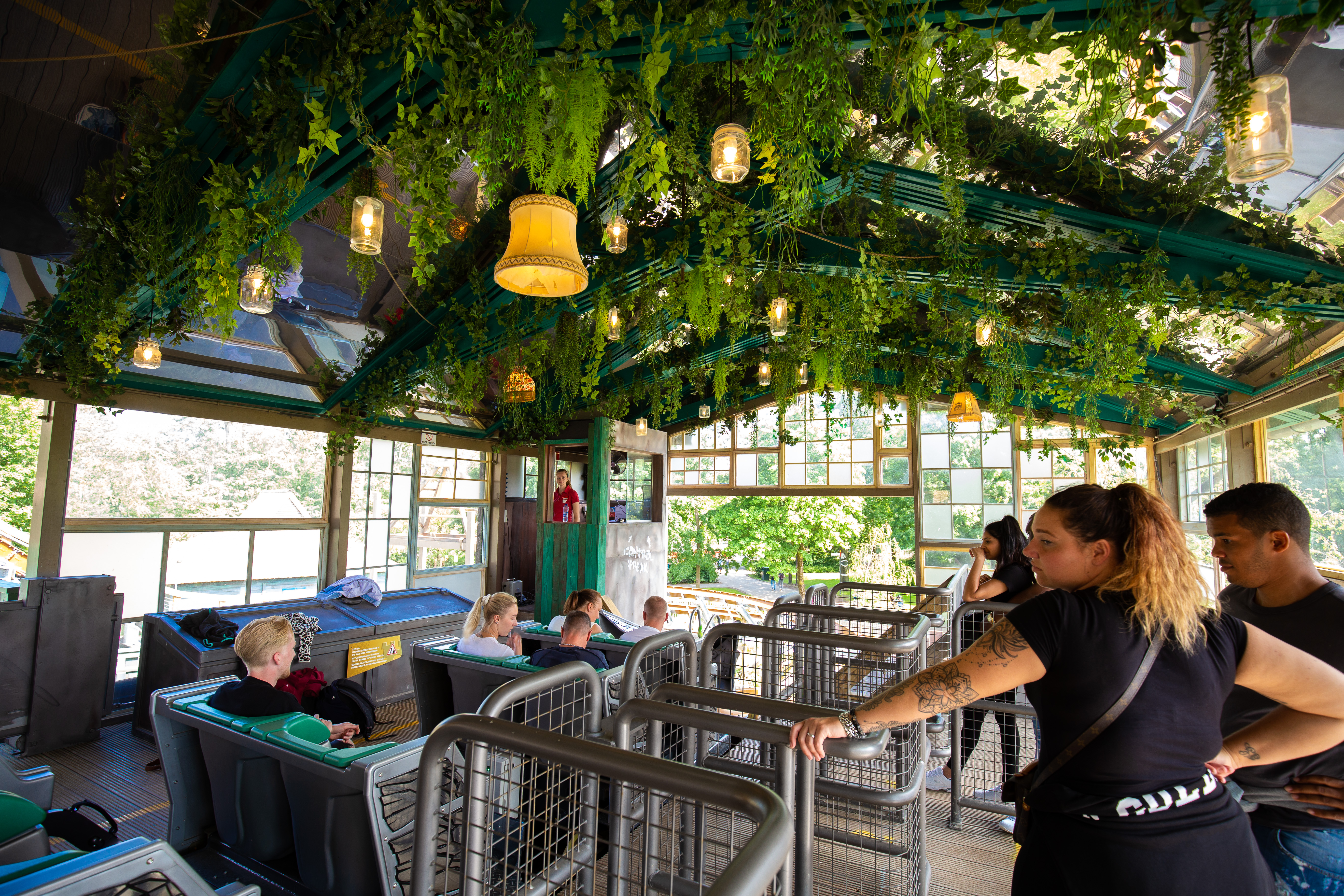
Interieur van het stationsgebouw
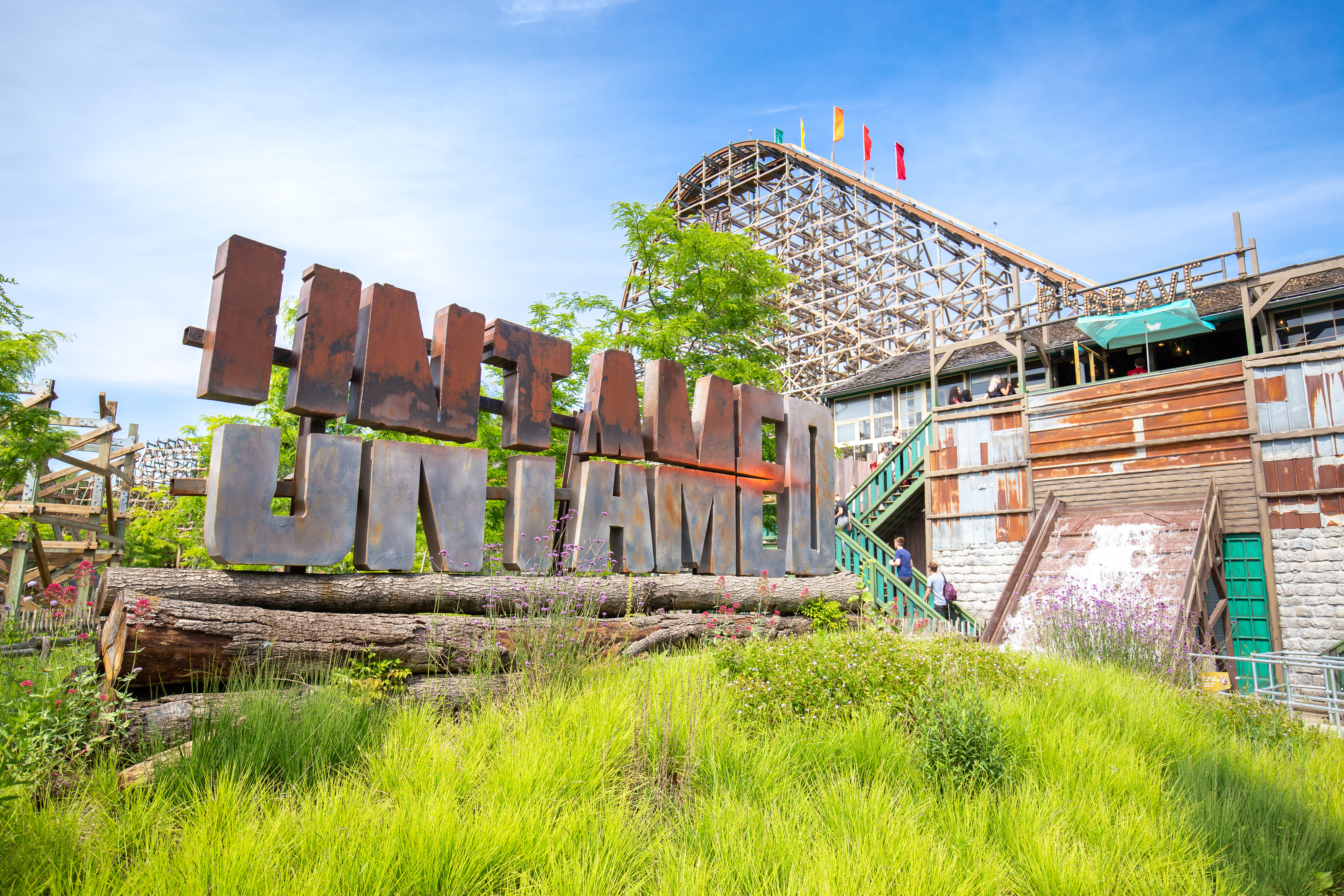
Logo naast de ingang, en het station
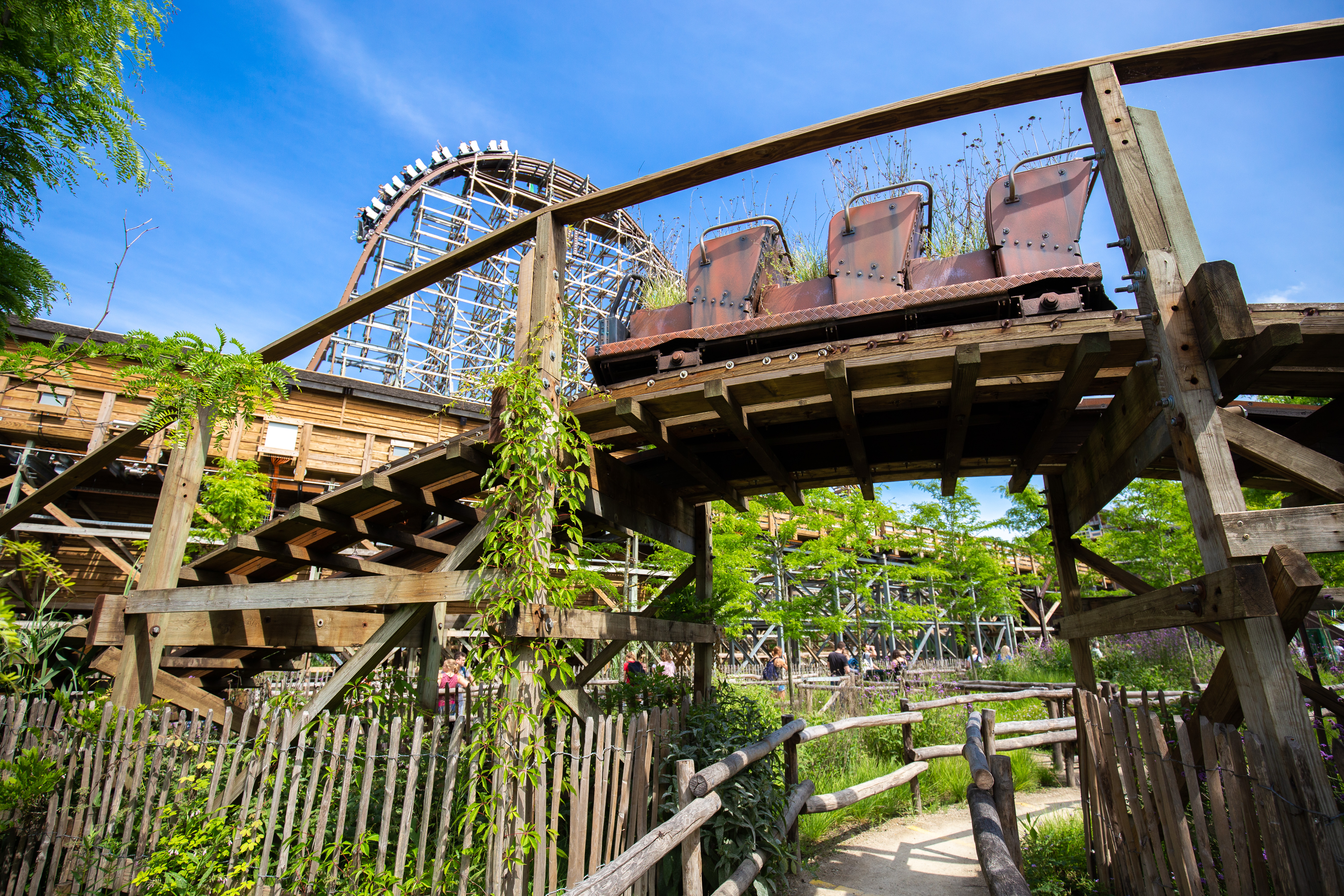
Oud achtbaantreintje van Robin Hood in de wachtrij
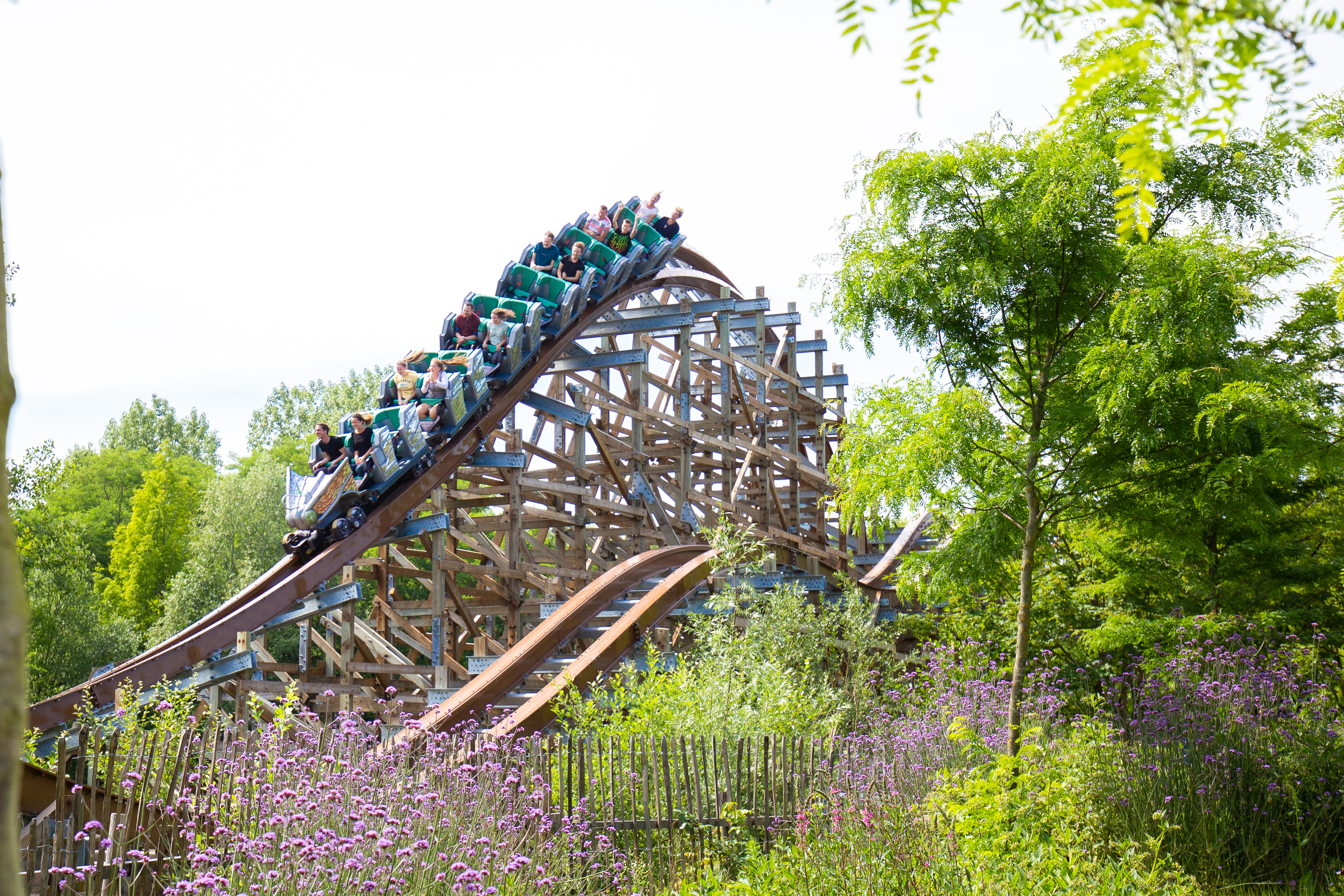
Een airtime heuvel
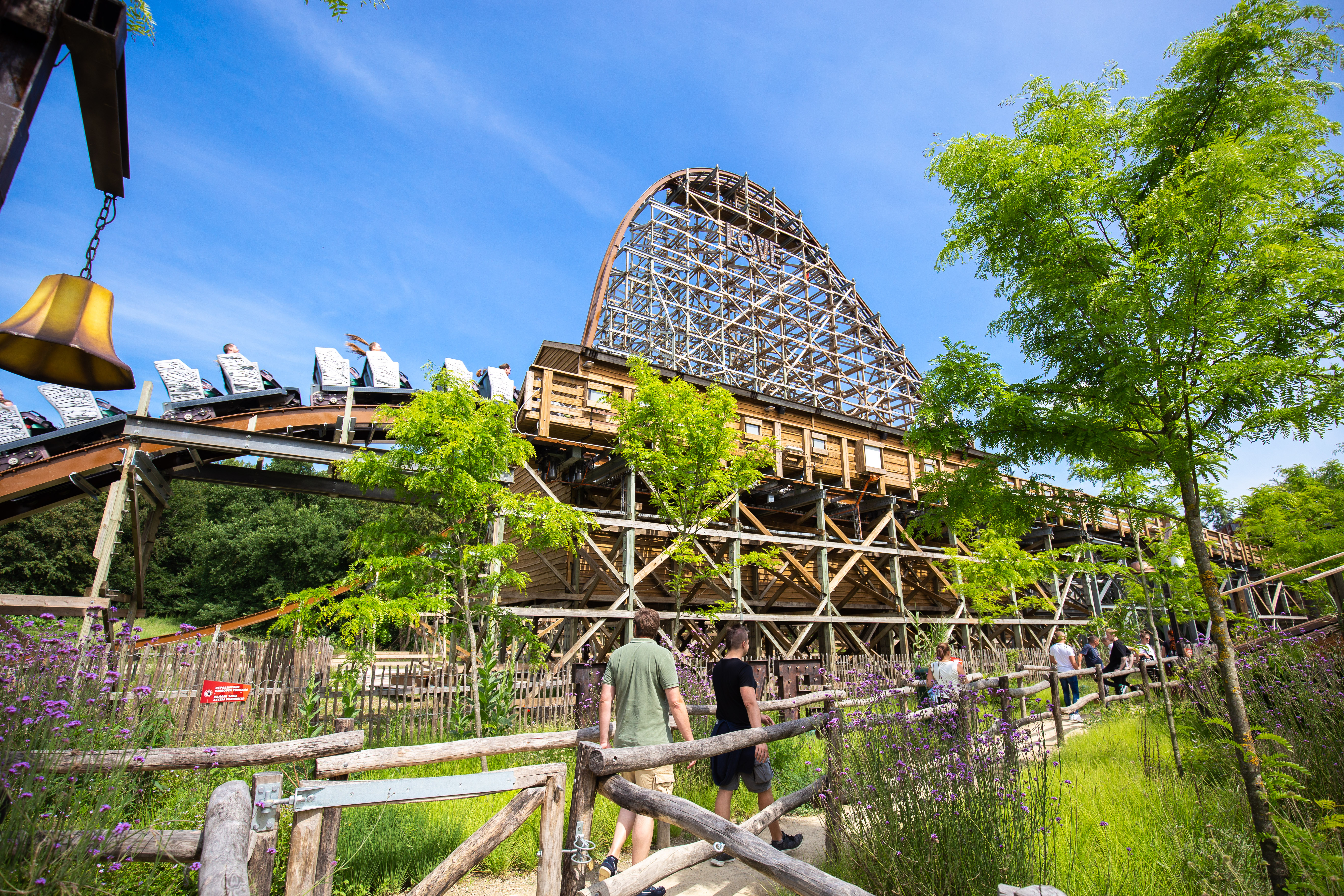
Remblokken aan het einde van de baan en de liftheuvel
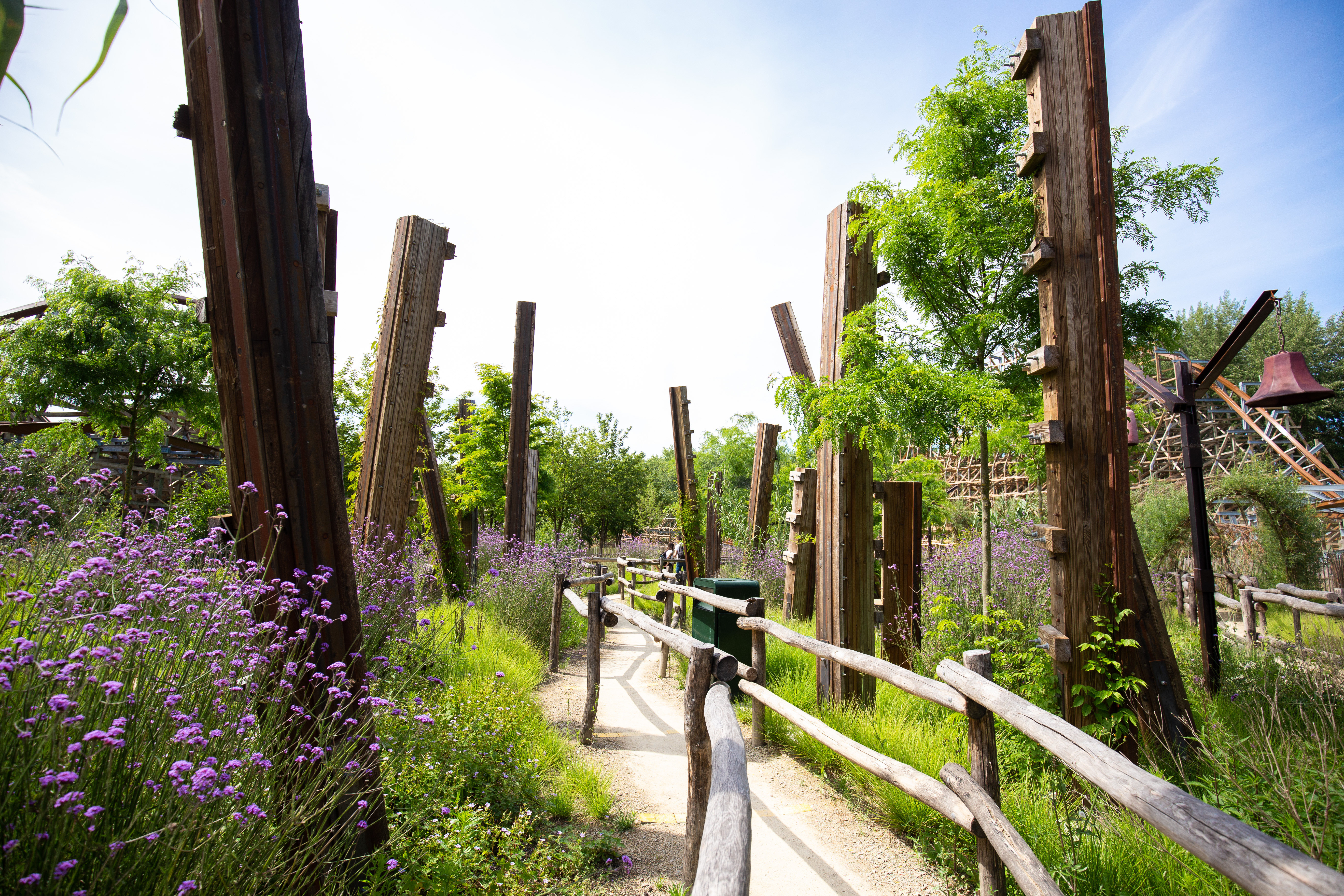
Baandelen van Robin Hood die verticaal geplaatst zijn in de wachtrij
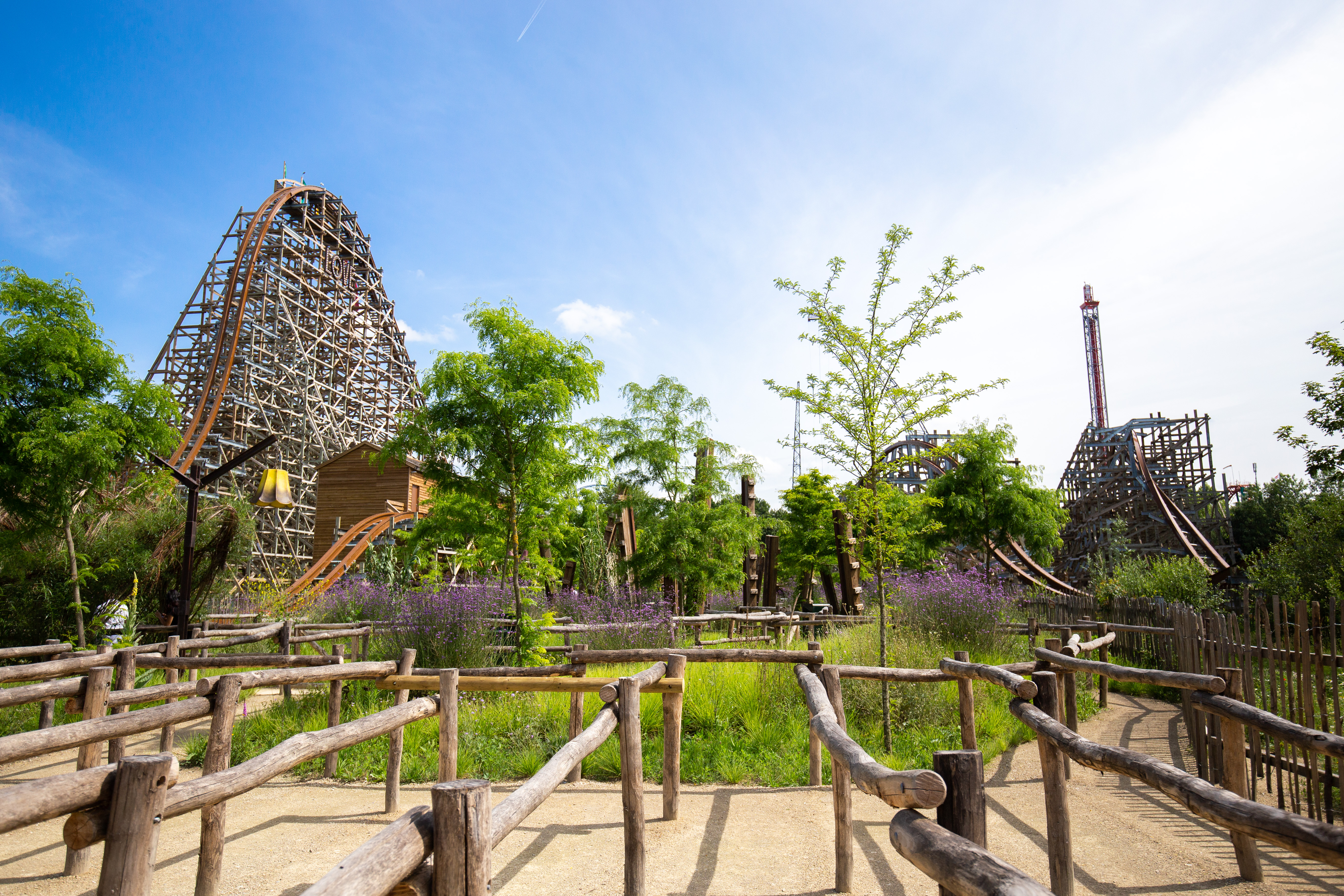
Overzichtsfoto, gezien vanuit de achterkant van de wachtrij.
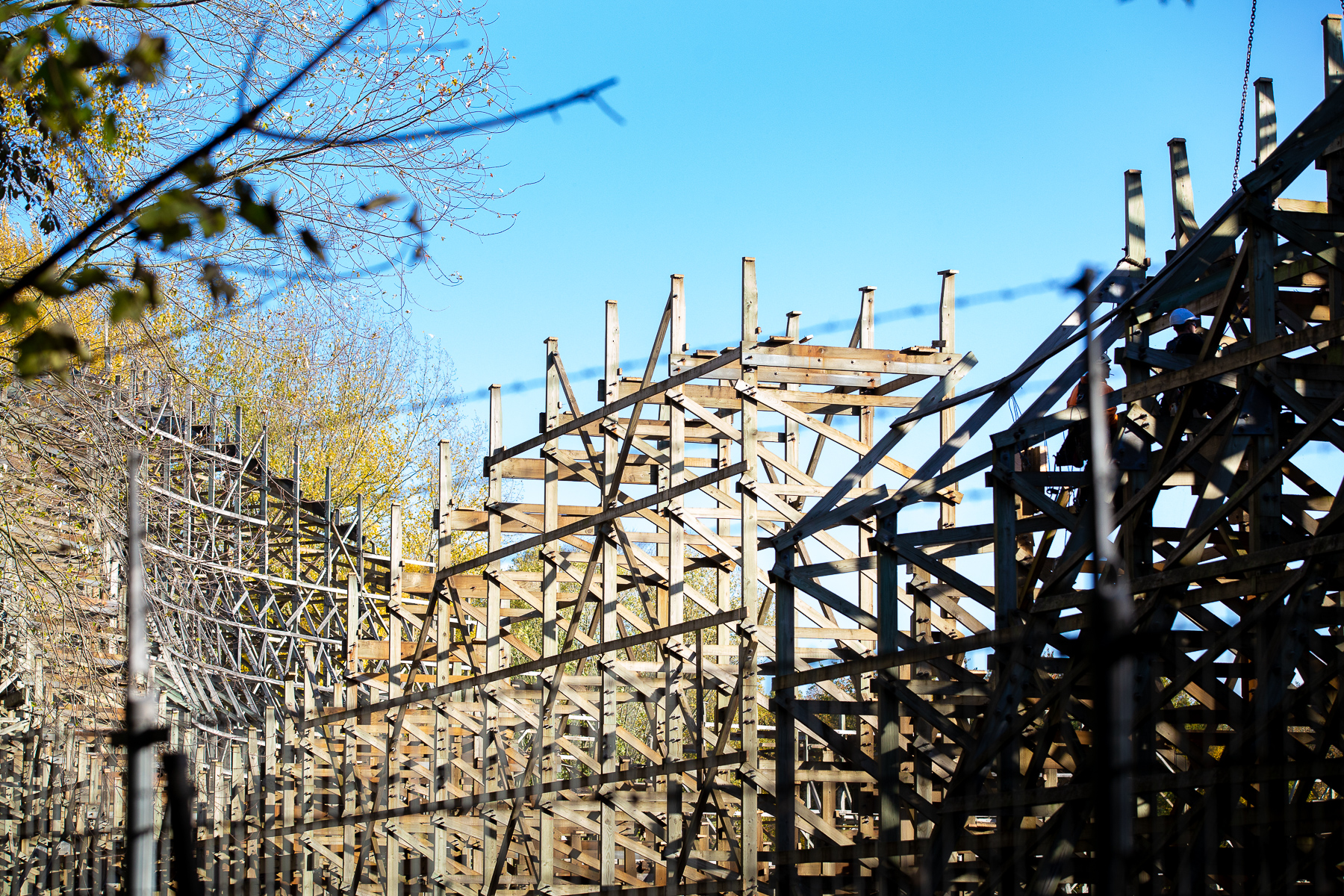
Bouwfoto gemaakt op 8 november 2018
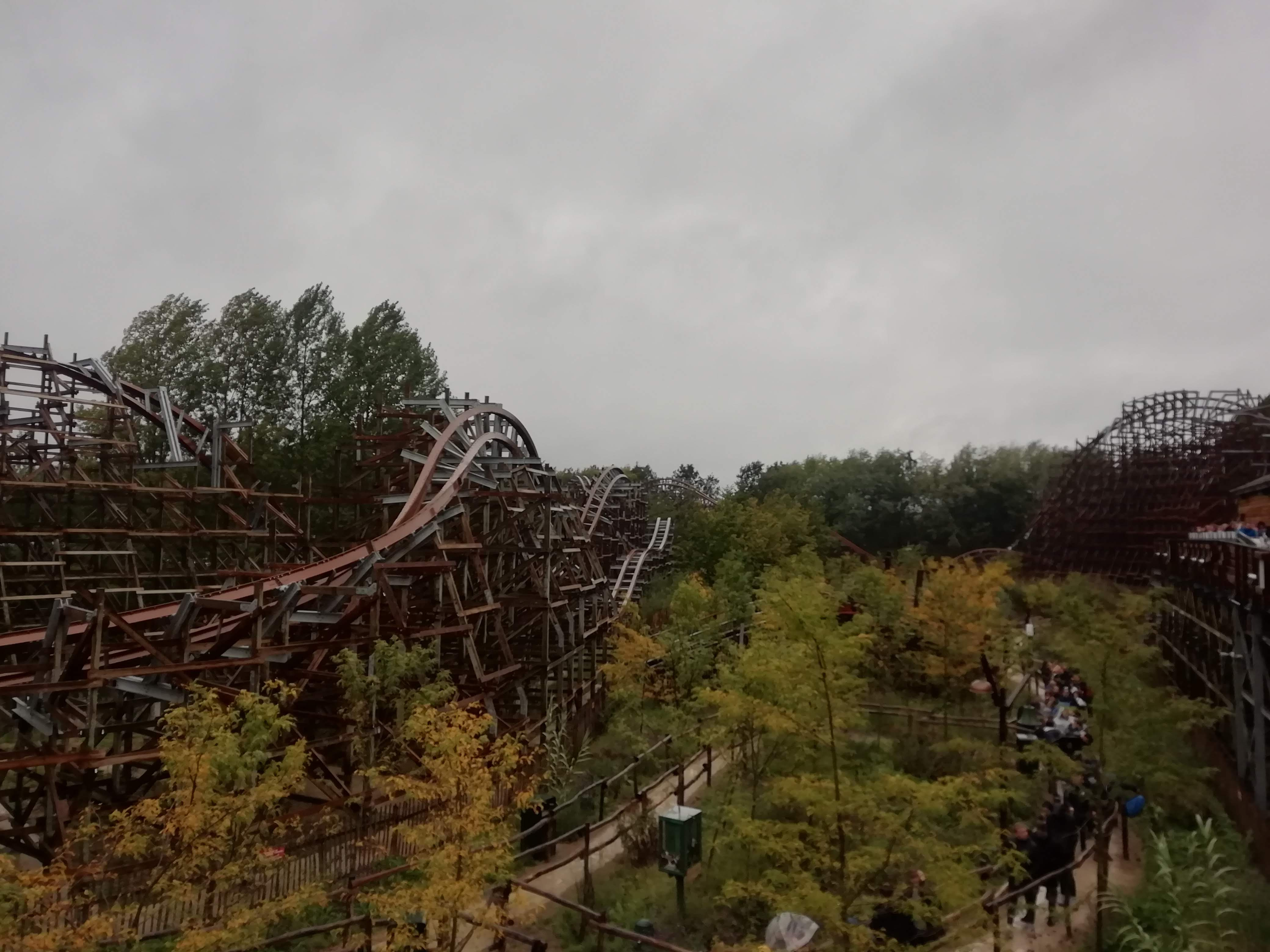
Untamed in oktober 2019

Afbeeldingen · Lijst van attracties